# Xenia grasshoffi
Xenia grasshoffi is een zachte koraalsoort uit de familie Xeniidae. De koraalsoort komt uit het geslacht Xenia. Xenia grasshoffi werd in 1974 voor het eerst wetenschappelijk beschreven door Verseveldt. 